# 国王崩御、国王万歳!

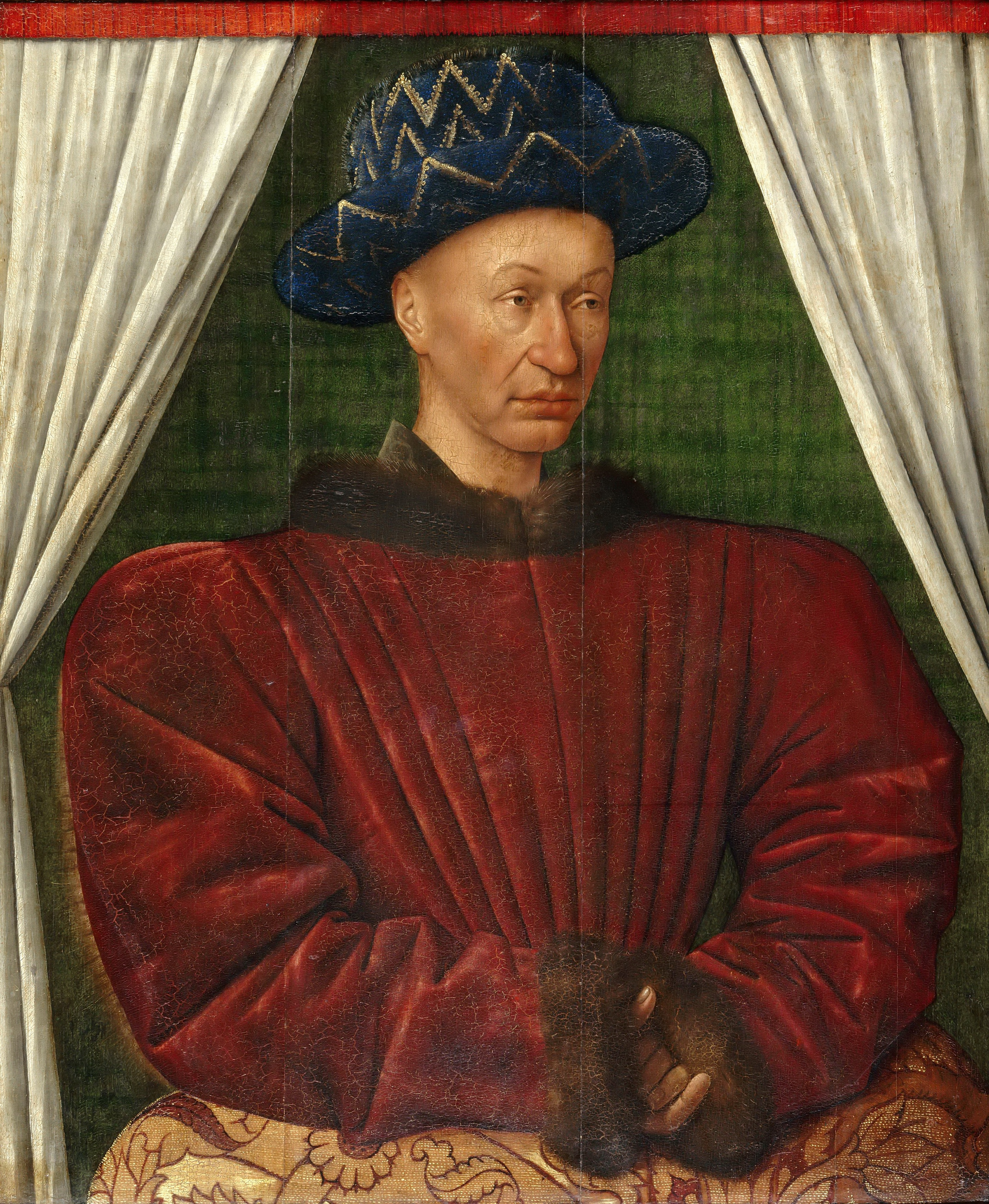
このフレーズはフランス王国のシャルル7世のフランス王位への加盟時に最初に宣言された。

「国王崩御、国王万歳」（こくおうほうぎょ、こくおうばんざい、英: "The king is dead, long live the king!"）は、君主制国家（王国）で前君主が崩御し、新しい君主が元首とした時に言われる言葉である。国王崩御に対し、国王万歳というのは矛盾するフレーズと思われがちだが、意味としては同時に前の君主の死を発表し、新しい君主に対して敬意を表することによって国民、そして王族として継続性を保証するという内容である。
最初に使われたのはフランス王国からである。
エニグマが1995年に発表したアルバム『エニグマ3』（英語リンク）の原題及び一曲目のタイトル『Le Roi Est Mort, Vive Le Roi!（ル・ロワ・エ・モール、ヴィヴ・ル・ロワ)』（フランス語リンク）は、このフレーズのフランス語（オリジナル）版。

## 文型パターン

### 国際連盟
第一次世界大戦後から第二次世界大戦後まで存続した世界機関。 国際連盟の創設者の1人であるロバート・セシルは1946年4月の第21回国際連盟総会において、"The League is dead; long live the United Nations!"（国際連盟は死んだ、国際連合万歳！）と発言し、国際連盟は解体された。